# Ren Xiaoyuan
Ren Xiaoyuan, més coneguda internacionalment com a Charlene Ren (xinès simplificat: 任晓媛, pinyin: Rèn Xiǎoyuán, 1991) és una ambientòloga xinesa, fundadora de MyH2O.
My H2O és una iniciativa col·laborativa i ONG que funciona en xarxa que cerca zones de la Xina que no tenen accés a l'aigua potabilitzada, per tal de localitzar-les i oferir una solució. En els primers tres anys de la iniciativa, van recopilar 150.000 punts en 1.000 viles. La idea va nàixer mentre estudiava al MIT.
Va ser nomenada per la British Broadcasting Corporation (BBC) com una de les 100 Dones de l'any, una llista de 100 dones inspiradores i influents de tot el món, de l'any 2018